# Záhradné
Záhradné est un village de Slovaquie situé dans la région de Prešov.

## Histoire
Première mention écrite du village en 1285.

## Démographie

### Évolution de la population
| Année:               | 1994. | 2004. | 2014.   | 2024.    |
| -------------------- | ----- | ----- | ------- | -------- |
| Nombre de personnes: | 915   | 915   | 983     | 1157     |
| Différence:          |       | +0 %  | +7,43 % | +17,70 % |

| Année:               | 2023. | 2024.   |
| -------------------- | ----- | ------- |
| Nombre de personnes: | 1155  | 1157    |
| Différence:          |       | +0,17 % |